# Cheilopallene coralliophila
Cheilopallene coralliophila là một loài nhện biển trong họ Callipallenidae. Loài này thuộc chi Cheilopallene. Cheilopallene coralliophila được miêu tả khoa học năm 1992 bởi Muller.